# Arnis (sztuka walki)

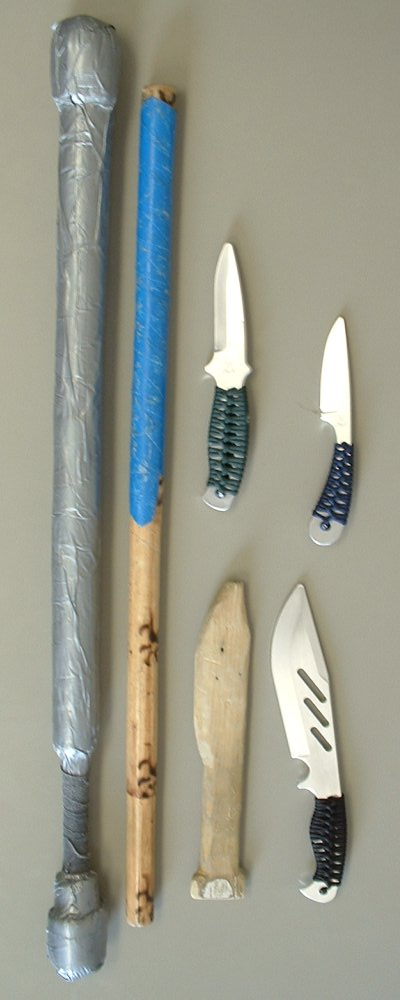
Rodzaje broni używanych w Arnis

Arnis - rdzenna filipińska sztuka walki, której nazwa pochodzi od hiszpańskiego słowa arnes, oznaczającego pancerz. W niektórych regionach Filipin jest ona bardziej znana jako escrima lub kali. Bronią stosowaną w tej sztuce są noże (długie i krótkie) oraz bambusowe lub wykonane z drewna "kamagon" kije (jeden lub dwa) o blisko metrowej długości.
Uważa się, że właśnie przez mistrza tej sztuki walki Lapu-Lapu został zabity w 1521 r. na Mactan Ferdynand Magellan. Późniejszy rozwój arnis nastąpił w wyniku chęci Filipińczyków do przeciwstawienia się hiszpańskim kolonizatorom. Do licznych odmian  arnis zalicza się obecnie m.in.: didya, doce pares, estokada, kalaki, pagaradman, pananandata, sinawali. Jednym z większych mistrzów Kali Arnis, jest mistrz "Fil Beno", który obecnie mieszka i prowadzi treningi w Manili - stolicy Filipin.
W Polsce istnieje kilka klubów w których trenuje się Doce Pares i Estokada, Balintawak czy Modern Arnis.